# Maghraouas
Pour les articles homonymes, voir Maghraoua.
Les Maghraouas, Imeghraouen ou Beni Maghra (en berbère : Imeghrawen, en arabe : مغراوة) sont une confédération tribale berbère zénète. De nombreuses tribus zénètes du Maroc à la Libye, en passant par l'Algérie et la Tunisie, sont issues des Maghraouas. Le berceau des Maghraouas était, au Moyen Âge, le territoire situé sur le Chelif dans la partie Nord-Ouest de l'Algérie actuelle.

## Étymologie et origine

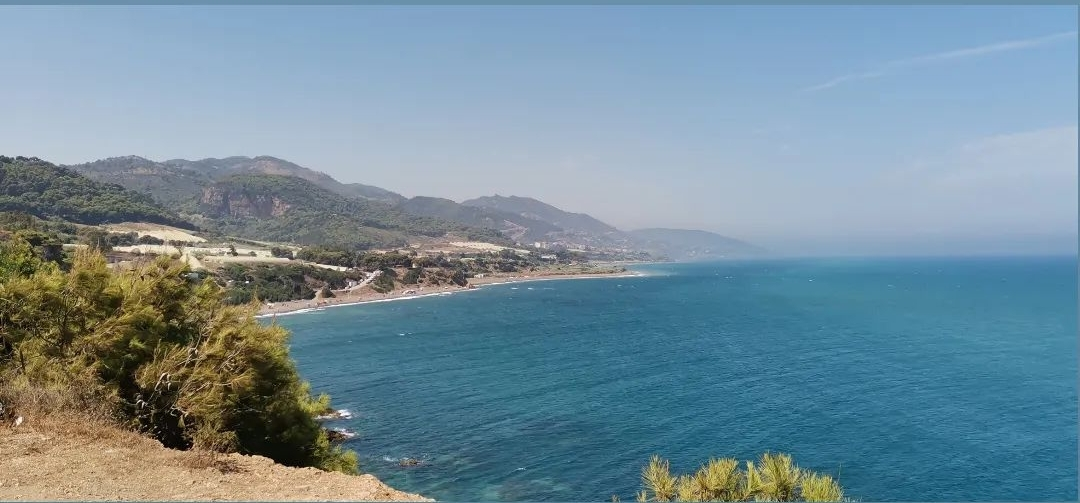
Le Dahra fut le principal bastion des Maghraouas.

Les Maghraouas appartiennent à la confédération des Zenata. Ils descendent de la branche de Madghis ont un lien de parenté avec les Banou Ifren et les Irnyan. Maghraouas, en berbère Imeghrawen (singulier : ameghraw, au féminin : tameghrawt),  vient de amghar (pluriel : Imgharen) qui signifie en berbère  « chef », « chefs ». On dira Maghraoua en arabe littéraire d'après le point de vue de l'historien Ibn Khaldoun, ou Maghrâwa (Muqaddima, III, XLVIII). Leur première mention est attestée du temps de la province byzantine de Numidie (est de l'Algérie et ouest de la Tunisie), où on les retrouve au Sud de la région fertile du Constantinois, aux pieds des Aurès.
Selon les généalogistes et principalement Ibn Hazm, les Maghraouas descendraient de Yalistan Ibn Misra Ibn Zakïa Ibn Warshik Ibn ed-Didet fils de Djana, ils formaient avec les Banou Ifren, la plus grande branche des Zenata, Ibn Khaldun les plaçait juste derrière les Djerawa en ordre d'importance.
Tadeusz Lewicki souligne l'ancienneté de cette branche des Zenata qui constituait elle-même, bien avant l'islam, une importante confédération tribale. Il cite l'historien andalou, Ibn Abd el-Barr, qui place le pays d'origine des Maghrāwa, « sur la frontière de l'Ifrikiya, du côté du Maghrib ». Cette information est confirmée par Ibn Khaldun qui note que la famille princière Maghrāwa des Banu Khazar, était originaire du Zāb. Selon le même auteur, l'ethnique Maghrāwi et l’ethnonyme Maghrāwa sont construits sur Maghrao, le nom de l'ancêtre éponyme de ce groupe. Les Tablettes Albertini d'époque vandale, atteste l'anthroponyme Magariu/Magario. Dans littérature médiévale, maqarra est employé au lieu de maghra, et l'ethnique maqarri au lieu de maghri car le son /g/ n'existe pas en arabe classique. En outre, la carte topographique de la zone de Barika (dans l'ancien pays du Zab) fournit la preuve de la continuité du peuplement Maghraouas dans cette région. Il existe les toponymes et hydronyme actuels : « djebel Magraoua », « oued Maghraoua », « Chebka Magraoua ».
Suivant les sources arabes et berbères utilisées au XIVe siècle par Ibn Khaldoun, le « berceau » des Maghraouas et « l’ancien siège de leur puissance » était le territoire situé sur le Chelif dans la partie Nord-ouest de l’Algérie actuelle, probablement entre la Méditerranée au Nord, la montagne du Ouarsenis au Sud et Tlemcen à l’Ouest. Au moment de la conquête musulmane du Maghreb, Ibn Khaldoun distingue trois grandes confédérations qui se partagent l'ouest de l'Algérie actuelle : les Banu Fatan, les Maghraouas et les Banou Ifren. Au début de la conquête, leurs chefs combattaient en Ifriqiya, loin de leur propre territoire.
A l'avènement de l'islam, les Maghraouas étaient répandus à travers tout le Maghreb central et ils resteront relativement dans cet état de dissémination jusqu'à la fin de la dynastie des Rostémides. La vallée du Chélif, semble cependant avoir été l'une de leur demeure permanente ; puisqu'ils y furent souvent signalés, notamment aux environs d'Oran, Tlemcen, Tiaret et du massif montagneux habité par les Mediouna.
Le Maghreb central était connu comme le pays des Zenatas (watan al Zenata), les Zénètes peuplant la région comprise entre Tlemcen et le Chélif, qui étaient probablement des Zénètes nomades et, parmi eux, des Beni Ifren et des Maghraouas. Cette région consistait leur principale fief au VIIIe siècle, mais on trouvait aussi des fractions dans le Djebel Nefoussa et dans le Zab, au Sahara et ailleurs dans le Tell. En effet, aux Xe et XIe siècles, les fractions particulières de cette confédération se répandirent dans toute l’Afrique du Nord, depuis le Maroc à l’Ouest jusqu’en Tripolitaine à l’Est.
Léon l'Africain mentionne la « montagne Magraua » qui s’étend environ 64 km près de Mostaganem. Il vante la noblesse et le courage de ses habitants qui étaient probablement descendants des Maghraouas des sources médiévales Les Maghraouas y ont laissé la trace dans le nom du Cap Maghraoua situé à 104 km à l’Est de Mostaganem. Selon Aboulféda, Mostaganem servit de port aux Maghraouas.
Il semble que les Maghraouas appartiennent à des rares tribus berbères du Moyen Âge dont les noms se trouvent déjà attestés dans les sources anciennes, grecques et latines. Ils ont souvent été identifiés avec les peuples maures des Macurebi de Pline et des Makkourbès de Ptolémée,. Ce dernier semble assigner à la principale masse des Makkhourebi une très large zone côtière située entre le Zaccar et la Grande Kabylie, dans l’ancienne Maurétanie césarienne,.
Les Maghraouas formait ainsi un des plus anciens peuples de Maurétanie Césarienne, au nord de l'Ouarsenis. Ibn Khaldoun leur attribue une conversion précoce et une indiscutable identité Botr. Celle-ci ne dut en fait être acquise que lorsque les Arabes et leurs coreligionnaires libyens atteignent l’Ouest algérien, et à cause de leur ralliement à l'Islam. Selon Grigori Lazarev, les Maghraouas sont assimilés par les historiens médiévaux aux Zénètes qui n'étaient à l'origine qu'une petite tribu de Libye. Ils parviennent à fédérer sous leur nom tribal de Zenâta, l'ensemble des tribus des steppes du Maghreb central et des oasis. Le point commun fédératif étant notamment des langues apparentées, dites zénètes, ainsi qu'un mode de vie proche, et nullement des origines de parenté commune. On dispose de peu d'éléments sur le passé pré-zénatien des Maghraouas : ils seraient une branche des Sedratas.

## Histoire
La confédération des Maghraouas a participé activement aux différents événements de la vie antique. Ils sont la peuplade majoritaire du Maghreb central parmi les Zénètes. À la fois nomades et sédentaires, les Maghraouas vivaient sous le commandement des chefs Maghraouas ou des Zénètes.
Vers le début du premier siècle, les Maghraoua étaient très nombreux dans les environs d'Icosium (Alger) et le roi Ptolémée de Maurétanie devait les contenir. Il fait transférer une partie des Maghraouas vers le Chelif. Le grand royaume des Maghraouas est situé entre Alger, Cherchell, Ténès, Chlef, Miliana et Médéa. Les Maghraouas imposent leur domination dans les Aurès.
Les Maghraouas avaient combattu au côté de Koceïla et de Kahina contre la conquête musulmane du Maghreb. Plusieurs tribus dans l'Aurès sont issues des Maghraouas. Les Maghraouas sont les premiers à se convertir à l'islam parmi les tribus berbères. Ils se distinguaient en particulier au moment des révoltes kharidjites.
Les Maghraouas soutenaient la thèse kharidjite au Maghreb au Moyen Âge. Le kharidjisme berbère zénète s'opposait radicalement à toutes les dynasties de l'époque soit les Omeyyades, soit les Fatimides, soit les Abbassides. Malgré la grande mobilité et l'éparpillement de cette tribu, ils embrassaient un kharidjisme très proche des origines de l'islam et reste fidèles à la dynastie des Rostémides. Il existait des sufrites et ibâdites, les moins attachés au sol, vivant plus en communauté, sont plus portés vers le sufrisme, Cependant Maghraouas sufrites et ibâdites devaient sous l'Imamat d'Ibn Rustom se côtoyer ou se rencontrer au rythme des parcours.
Les Maghraouas ont aidé Abou Qurra dans son combat contre les Omeyyades et les Abbassides et ont participé avec Abu Yazid dans sa cause de l'unification des Berbères et des Africains sous un régime plus ou moins démocratique. Mais, ce dernier fera plusieurs erreurs qui lui valurent la perte de tous ses alliés y compris les Maghraoua et les autres tribus berbères.
Au Xe siècle le royaume des Maghraouas s'étend largement et prend pour capitale Mazouna, aux côtés des Banou Ifren dont la capitale est Tlemcen.
Les Maghrouas ont eu un grand rôle pendant le règne des Omeyyades vers Xe siècle. Par la suite, ils s'allieront aux Fatimides pour faire la guerre aux Ommeyades et régneront sur toute la partie ouest du Maghreb. Les Maghraouas feront la guerre aux différentes dynasties au Maghreb et s'imposeront au début du XIe siècle. Une partie du Maroc actuel sera soumis aux Maghraouas. les Maghraouas fondent Oujda. Cette dernière sera la capitale principale de leur règne. Ils établiront leur pouvoir dans la région pendant 80 ans.
Les Maghraouas seront battus par les Almoravides au XIIe siècle. Cela achèvera leur règne au Maghreb. Après les Almoravides, les Maghraouas partageront la gouvernance aux côtés des Almohades et des Mérinides et des Zianides.

### Principaux événements et chefs de la tribu
Le Maghreb central était peuplé par la grande tribu zénète des Maghraouas. Le chef de la tribu des Maghraouas était Khazer Ibn Mohamed. Ce chef s'est allié à Idris en lui ouvrant les portes de la ville de Tlemcen. Cette ville était la propriété des Banou Ifren, vers 786 sous Abou Qurra, le fondateur de la ville de Tlemcen. Il faut dire que les Maghraouas étaient alliés aux Banou Ifren à cette période.
Ensuite, les Maghraouas et les Aurébas et les Idrissides se battront contre les Kutamas alliés des Fatimides. Les Idrissides et les Zénètes reconnaîtront la souveraineté des Fatimides dans la région centre et ouest du Maghreb. Après cela, les Banou Khazrun, tribu issue des Maghraouas tueront le chef Fatimide et reprendront tous les territoires.
La révolte de Abu Yazid contre les Fatimides a permis à Khazer Ibn Mohamed de prendre Tiaret.
Ensuite, la guerre éclate entre les Sanhadja et les Maghraouas. Ziri ibn Menad a eu l'ordre de faire la guerre aux Zénètes en 970. Mohamed Ibn Al Khayr devient le chef de la tribu Maghraoua. Il marche contre les Sanhadjas et il tue Ziri ibn Menad dans la bataille contre les Fatimides. Par la suite Bologhine ibn Ziri représentant des Fatimides reçoit l'ordre d'Al Moez de combattre les Zénètes. Il se vengera sur les populations des Aurès, il prendra Tobna, Baghaï (Khenchela), M'Sila, Biskra, Tiaret et Sijilmassa. Plusieurs membres des Maghraouas se réfugieront dans les fins fonds des montagnes de l'Aurès.
Les Maghrouas se libéreront et prendront le pouvoir vers l'ouest du Maghreb. Les Banou Khazrun, tribu des Maghraouas, établiront leur domination en Libye et à Sijilmassa.
Sijilmassa fut prise par les Maghraouas au début de la conquête zénète, elle est devenue une importante source de monnayeur pour les Omeyyades.
Les Maghraoua toléraient les instruments de musique ainsi que les endroits de divertissement dans lesquels on trouvait du vin. Les Sénégalais non musulmans vivaient aussi sans contrainte.
En 994, Ziri Ibn Attia, chef et Émir des Maghraouas et fondateur de la ville d'Oujda, soutenait le régime des Omeyyades d'Espagne au début de son règne, mais, à la fin de son règne, il soulève presque la totalité des Berbères Fatimides contre les Ommeyyades d'Espagne. Il prendra le pouvoir au Maghreb central par la suite. Il léguera son royaume aux Zénètes. Sa mort a été perpétrée par une blessure qu'il a reçue en combattant les Omeyyades. Il fut poignardé et il résistera deux années avant de mourir. Tout cela entraînera l'affaiblissement d'Almanzor et des Omeyyades en Espagne[Quoi ?] en particulier en Andalousie.
Par la suite, les rivalités internes reprennent dans la tribu des Maghraouas. Selon Ibn Khaldoun, El-Moezz, fils de Ziri Ibn Attia, voulait prendre Sijilmassa des Banou Khazrun, mais il sera empêché.
En 1026, sous le règne de Hammama issu des Maghraouas. Ces derniers reprennent le pouvoir au Maghreb Ouest.
Entretemps les guerres entre les Maghraouas et les Banou Ifren reprennent sur le front Ouest du Maghreb.
En 1037, Hammama rassemble la tribu des Maghraouas de l'Ouest du Maghreb, cela lui permet de gagner Temim Ibn Ziri des Banou Ifren. Fès sera capitale des Maghraouas. Abou -l- Kemal des Banou Ifren déclenche la guerre sainte dans la région du Maroc actuel. Abou -l- Kemal prendra Fès et il fera un carnage à Fès. Hammama regroupe toutes les tribus zénètes et attaque Abou -l- Kemal et son armée de mercenaire. Abou -l- Kemal se réfugie à Salé et finira encerclé par l'armée des Zénètes jusqu'à sa mort.
Les Maghraouas tiendront tête aux Almoravides jusqu'à ce qu'il y ait une trêve finale entre les deux.

## Populations
Ibn Khaldun mentionne le nom de certaines fractions : Banu Laghouat, Banu Righa, Banu bu Sa’ïd, Banu Waraq, Banu Warsifan, Banu Wartazmir, Banu Yilit, Banu Zandak, Banu Sindjas, Banu Ouara. Les Banu Wartazmir sont le clan royal. Certains généalogistes berbères cités par Ibn Khaldun mentionnent les Banu Sindjas et les Banu Warsifan sans indiquer leur appartenance à la confédération.
Il y a plusieurs tribus issues des Maghraouas dont Bani bou Said, Bani Ilit (Ilent), Bani Zendak, Bani Urac (Urtezmir, Urtesminn), Bani Urcifan, Bani Laghouat, Bani Righa, Bani Sidi Mansour (Bani Mansour),, etc. La plus grande partie des habitants des Aurès est issue de cette ancienne tribu. L'Ouarsenis abrite les Maghraouas, ainsi que l'Atlas blidéen, le massif de la Dahra à Tipaza, Cherchell, Laghouat, Alger, Ténès, Miliana, Mostaganem, Mazouna, etc.
Parmi les tribus d'ascendance maghraoui et maîtresses de la Dahra occidentale au XIXe siècle, il y avait :
- les Achaachas ;
- les Zerrifas ;
- les Ouled Khellouf (où se trouve le mausolée du marabout Sidi Lakhdar) ;
- les Beni Zeroual  : à Ouled Maallah, Sidi Ali et Tazgait
- les Mediounas et les  Beni Zentis à Sidi M'Hamed Ben Ali. (anciennement comprises dans la confédération des Beni Zeroual)
- (la plupart sont des communes de la Wilaya de Mostaganem)[25].

## Personnalités historiques
Liste des noms de chefs de la dynastie des Banou Khazar selon Ibn Khaldoun :
- Mohamed Ibn Al Khayr vers 970.
- Attia el Maghraoui de 986 à 988.
- Ziri Ibn Attia de 989 à 1001.
- El Moez Ibn Attia de 1001 à 1026.
- Hammama Ibn El Moez 1026 à 1033 et de 1038 à 1040.
- Abou Attaf Dounas Ibn Hamama de 1040 à 1059.
- Foutouh Ibn Dounas de 1059 à 1062.
- AAjissa Ibn Dounas de 1059 à 1061. Il était en désaccord avec son frère Foutouh[26].
- Muanneser en 1065.
- Temim de 1067 à 1068.

Parmi le plus noble de la tribu Maghraoua, le chef berbère Ouezmar Ibn Saclab qui a été le premier ambassadeur berbère auprès de Uthman ben Affan le califat.
Parmi les chefs des Maghraous l'émir Thabet-Ibn-Mendil a été un illustre gouvernant au Chlef en Algérie. Ses vertus ont été reconnues par Ibn Khaldoun.

## Empire africain des Maghraouas dans l'Antiquité
Les Imeghraouen (Maghraoua) de Tombouctou et des régions subsahariennes du Mali sont restés des tribus maraboutiques et ont gardé leur originalité africaine amazighe.
Les Maghraouas ont bâti un grand empire en Afrique. La capitale était Tombouctou. Les Maghraoua contrôlaient le commerce de l'or. Toutes les routes qui allaient vers l'orient étaient sous le contrôle des Touaregs. À l'arrivée des Almoravides, tout a été détruit.

## Archéologie
Les Maghraouas ont fondé plusieurs villes en Afrique du nord dans l'Antiquité et au Moyen Âge.
Le tombeau de Maghraoua se trouve à Tunis au musée du Bardo (la stèle de Maghraoua retrouvée intacte, qui date de plusieurs millénaires).
La découverte des inscriptions numidiques dans le temple à Maghrawa en Tunisie vers 1833 par Sir Grenville ont été conservées dans le musée de la société asiatique de Londres.
La ville d'Aghmat au Maroc laisse des vestiges de cette dynastie pendant l'ère musulmane
La découverte d'une ville antique dans la vallée des Maghraouas fut établie par Honneger. Et aussi les villes antiques, Castra Nova, Ballena Presidium et Mina pendant l'époque romaine et numide, étaient peuplées par les Maghraoua et les Banou Ifren.
Jadis, M'Sila en Algérie était le territoire des tribus berbères des Maghraouas, des Adjissa et des Houaras. Les Beni-Berzal, fraction des Demmer, qui appartiennent aux Maghraouas avaient une ville anciennement appelé Bechilga (El Kibab) à M'Sila. La région fut occupée ensuite par les Sanhadja (Zirides et Hammadides) et les Fatimides.
La citadelle de Merat construite par les Maghraouas au début par Mendil dans le Ouarsenis. La citadelle fut prise par Abel Caoui.